# Ћубаста пигмејска веверица
Ћубаста пигмејска веверица (лат. Exilisciurus whiteheadi, енгл. Tufted pygmy squirrel) је сисар из реда глодара (Rodentia) и породице веверица (Sciuridae).

## Распрострањење
Ареал врсте је ограничен на мањи број држава. Врста има станиште у Брунеју (непотврђено), Малезији и Индонезији.

## Станиште
Станишта врсте су шуме, планине и мочварна подручја до 3.000 метара надморске висине. Врста је присутна на подручју острва Борнео у Индонезији.

## Угроженост
Ова врста није угрожена, и наведена је као последња брига јер има широко распрострањење.